# Amerika Samoa
Amerika Samoa is het nationale volkslied van Amerikaans-Samoa. Het werd officieel ingevoerd in 1950.
De muziek werd bedacht door  Napoleon Andrew Tuiteleleapaga. De tekst werd geschreven door Mariota Tiumalu Tuiasosopo.

## De tekst
Amerika Samoa
Lo’u Atunu’u pele ‘oe
Oute tiu I lou igoa
O ‘oe o lo’u fa’amoemoe
O ‘oe ole Penina ole Pasefika
E mo’omia e motu e lima
E ua ta’uta’ua au aga I fanua
Ma ou tala mai anamua
Tutuila ma Manu’a
Ala mai ia tu I luga
Tautua ma punou I lou Malo
Ia manuia ia ulu ola
Amerika Samoa
Ole Malo ole sa’olotoga
(herhaling)
Tautua ma punou I lou Malo
Ia manuia ia ulu ola
Amerika Samoa
Ole Malo ole sa’olotoga